# La Tola
La Tola est une municipalité située dans le département de Nariño en Colombie.